# Cacoplistes proximus
Cacoplistes proximus är en insektsart som beskrevs av Andrej Vasiljevitj Gorochov 2003. Cacoplistes proximus ingår i släktet Cacoplistes och familjen syrsor. Inga underarter finns listade i Catalogue of Life.